# La Cañada del Marqués
La Cañada del Marqués är en ort i Mexiko.   Den ligger i kommunen San Miguel Tlacamama och delstaten Oaxaca, i den sydöstra delen av landet, 300 km söder om huvudstaden Mexico City. La Cañada del Marqués ligger 133 meter över havet och antalet invånare är 335.
Terrängen runt La Cañada del Marqués är lite kuperad. Runt La Cañada del Marqués är det ganska glesbefolkat, med 29 invånare per kvadratkilometer. Närmaste större samhälle är Santiago Pinotepa Nacional, 17,0 km sydost om La Cañada del Marqués. Omgivningarna runt La Cañada del Marqués är en mosaik av jordbruksmark och naturlig växtlighet.